# Apozomus brignolii
Espèce
Apozomus brignolii est une espèce de schizomides de la famille des Hubbardiidae.

## Distribution
Cette espèce est endémique des îles Marshall. Elle se rencontre sur l'atoll Ailuk dans les îles Ratak.

## Description
Le mâle holotype mesure 3,94 mm et la femelle paratype 3,28 mm.

## Étymologie
Cette espèce est nommée en l'honneur de Paolo Marcello Brignoli.

## Publication originale
- Cokendolpher & Reddell, 2000 : Nuove specie di Apozomus e di Orientzomus delle Isole Marshall, Micronesia (Schizomida Hubbardiidae). Memorie della Societa Entomologica Italiana, vol. 78, no 2, p. 321-328  (texte intégral).